# Циб Василь Сергійович
Васи́ль Сергі́йович Ци́б («Циба») — військовослужбовець, молодший сержант Збройних сил України, учасник російсько-української війни. Кавалер ордена «За мужність» III ступеня (2022, посмертно).

## Життєпис
Народився 8 травня 1994 в селі Буди, закінчив місцеву школу, а потім переїхав до Кривого Рогу.
Протягом трьох років, з 2014, у своїх лише 20 років він відстоював у зоні АТО/ООС східні рубежі нашої держави. Був представником ГО «Майдан» на місцевому рівні.
Маючи бойовий досвід, з початком повномасштабного вторгнення росії в Україну попрямував на фронт. Тримав оборону з побратимами та рідним батьком Сергієм Івановичем та друзями на південному напрямку України. Воював на Миколаївському напрямку, а потім його перевели на Херсонський разом з батьком.

## Загибель
Позицію де перебував Василь з батьком накрили мінометним обстрілом. Батько захисника на собі виніс тіло сина з місця обстрілу, намагаючись його врятувати, поки син ще був живий, проте рани були несумісні із життям. Похорон відбувся 7 вересня. Похований на Центральному кладовищі міста Кривий Ріг.

## Нагороди
- Орден «За мужність» III ступеня (28 листопада 2022, посмертно) — за особисту мужність і самовіддані дії, виявлені у захисті державного суверенітету та територіальної цілісності України, вірність військовій присязі[1].